# 아키오타정
아키오타정(일본어: 安芸太田町)은 일본 히로시마현 야마가타군의 정이다. 2004년 10월 1일에 야마가타군의 가케정, 도고치정, 쓰쓰가촌 등 3개 정촌이 합병하여 신설되었다.

## 인접한 자치체
- 히로시마현
  - 히로시마시(아사키타구, 사에키구)
  - 하쓰카이치시
  - 야마가타군 기타히로시마정
- 시마네현
  - 마스다시

## 역사

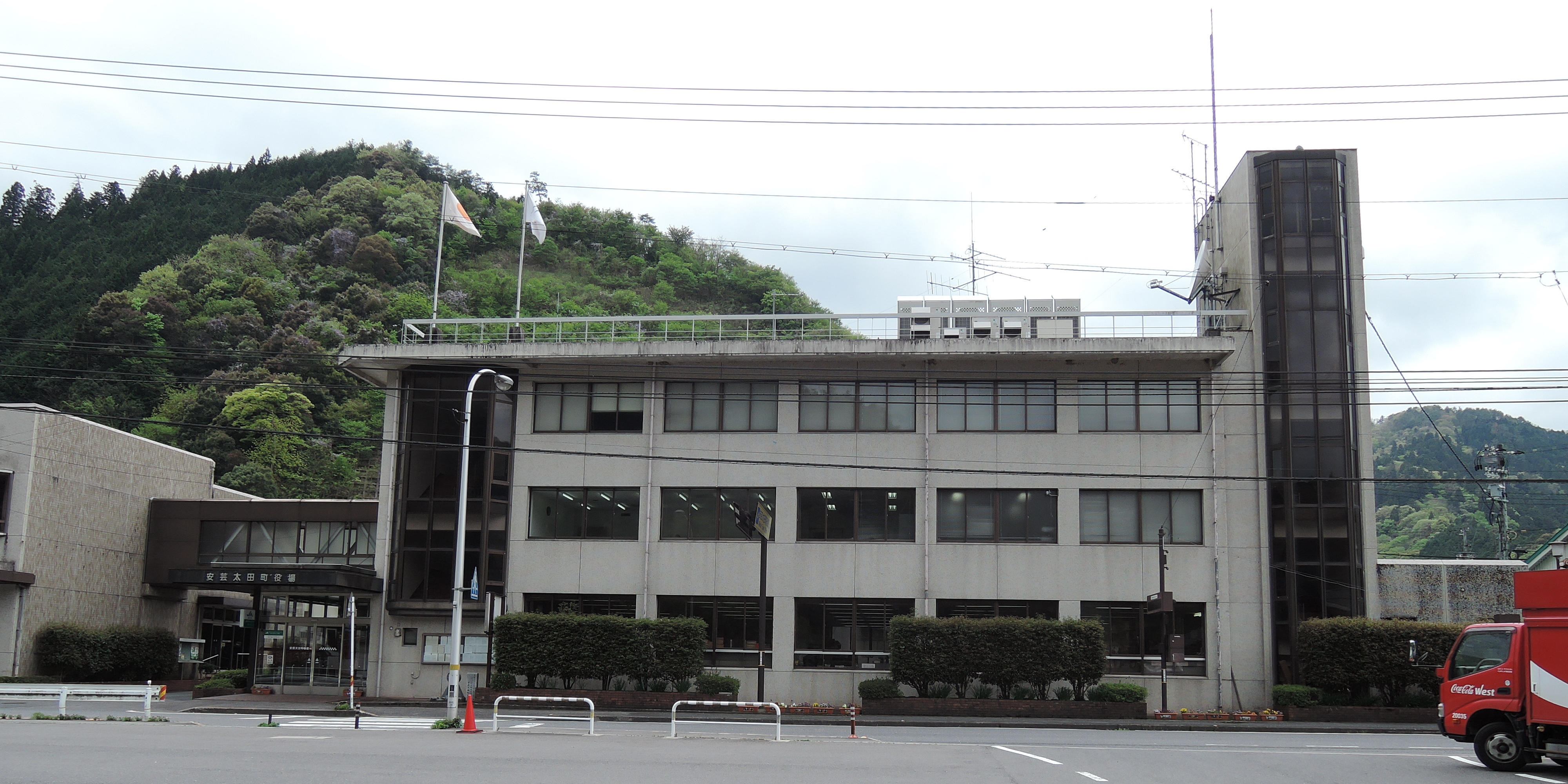
아키오타정 사무소

- 2004년 10월 1일 - 야마가타군의 가케정, 도고치정, 쓰쓰가촌 등 3개 정촌이 합병(신설 합병)해 아키오타정이 성립하였다.

## 교통

### 도로
- 주고쿠 자동차도
- 국도 제186호선
- 국도 제191호선 (일본)(일본어판)
- 국도 제433호선 (일본)(일본어판)
- 국도 제434호선 (일본)(일본어판)